# Carlo Bartolomeo Bermondi
Carlo Bartolomeo Bermondi, né en 1786 à Nice (alors comté de Nice) et mort en 1855 à Nice (alors province de Nice du royaume de Sardaigne), est un homme politique sarde du XIXe siècle, sénateur de la province de Nice au parlement de Turin.

## Biographie
Le comte Carlo Bartolomeo Bermondi est membre du Sénat de Piémont, avocat fiscal général au Sénat de Gênes puis à la Cour de cassation de Turin. Anobli en 1840, il est nommé sénateur en 1850.